# 11121 Мальпігі
11121 Мальпігі (11121 Malpighi) — астероїд головного поясу, відкритий 10 вересня 1996 року.
Тіссеранів параметр щодо Юпітера — 3,645.